# Fürstenfeldbruck
Fürstenfeldbruck ist eine Große Kreisstadt und die Kreisstadt des gleichnamigen Landkreises. Die Mittelstadt ist Teil der Metropolregion München.

## Geographie

### Geographische Lage
Fürstenfeldbruck liegt circa 25 Kilometer westlich von München und circa 40 Kilometer südöstlich von Augsburg im westlichen Oberbayern an der Grenze zum Regierungsbezirk Schwaben. Die Stadt wird von der Amper durchflossen. Östlich erhebt sich der Münchener Berg.

### Nachbargemeinden
Fürstenfeldbruck liegt relativ zentral in seinem Landkreis. Die folgenden Entfernungsangaben beziehen sich auf die Luftlinie zum Ortsmittelpunkt des Nachbarorts und sind auf ganze Kilometer kaufmännisch gerundet.
| Mammendorf (8 Kilometer)  | Maisach (5 Kilometer)      | Olching (6 Kilometer)  |
| Adelshofen (10 Kilometer) | Kompass                    | Emmering (3 Kilometer) |
| Grafrath (10 Kilometer)   | Schöngeising (6 Kilometer) | Alling (5 Kilometer)   |

### Ausdehnung des Stadtgebietes
Die Gemeinde hat zwölf Gemeindeteile (in Klammern ist der Siedlungstyp angegeben):
- Aich (Pfarrdorf)
- Fürstenfeld (Kloster)
- Fürstenfeldbruck (Hauptort)
- Gelbenholzen (Siedlung)
- Hasenheide (Siedlung)
- Kreuth (Einöde)
- Lindach (Dorf)
- Neu-Lindach (Siedlung)
- Pfaffing (Weiler mit Kirche)
- Puch (Pfarrdorf)
- Rothschwaig (Einöde)
- Weiherhaus (Weiler)

Bruck und Buchenau sind keine amtlich benannten Gemeindeteile.

### Klima
Fürstenfeldbruck kann – wie praktisch ganz Bayern (ausgenommen Hochgebirgslagen) – dem mitteleuropäischen Übergangsklima (nach österreichischer Einteilung) zugerechnet werden. So treten zwar Wetterextreme des Kontinentalklimas eher selten auf, doch ist zu beobachten, dass gerade die Winter oft strenger sind als im Westen Deutschlands. Auch fällt meist mehr Schnee als in vielen anderen deutschen Gegenden. Ein Grund hierfür ist die Höhenlage von mehr als 500 m ü. NHN. Im Sommer wiederum kann es oft heißer werden als z. B. an der Nordseeküste, da der kühlende Effekt einer großen Wassermasse fehlt. Weitere wesentliche wetterbestimmende Faktoren sind die Alpen als mitteleuropäische und die Donau als regionale Wetterscheiden. Durch diese Konstellation ist das Wetter relativ wechselhaft. Der Föhn bringt das ganze Jahr hindurch aus südlicher Richtung unregelmäßig warme, trockene Luftströmungen nach Fürstenfeldbruck.
Das Kleinklima der Stadt wird von der Amper mitbestimmt.

### Galerie

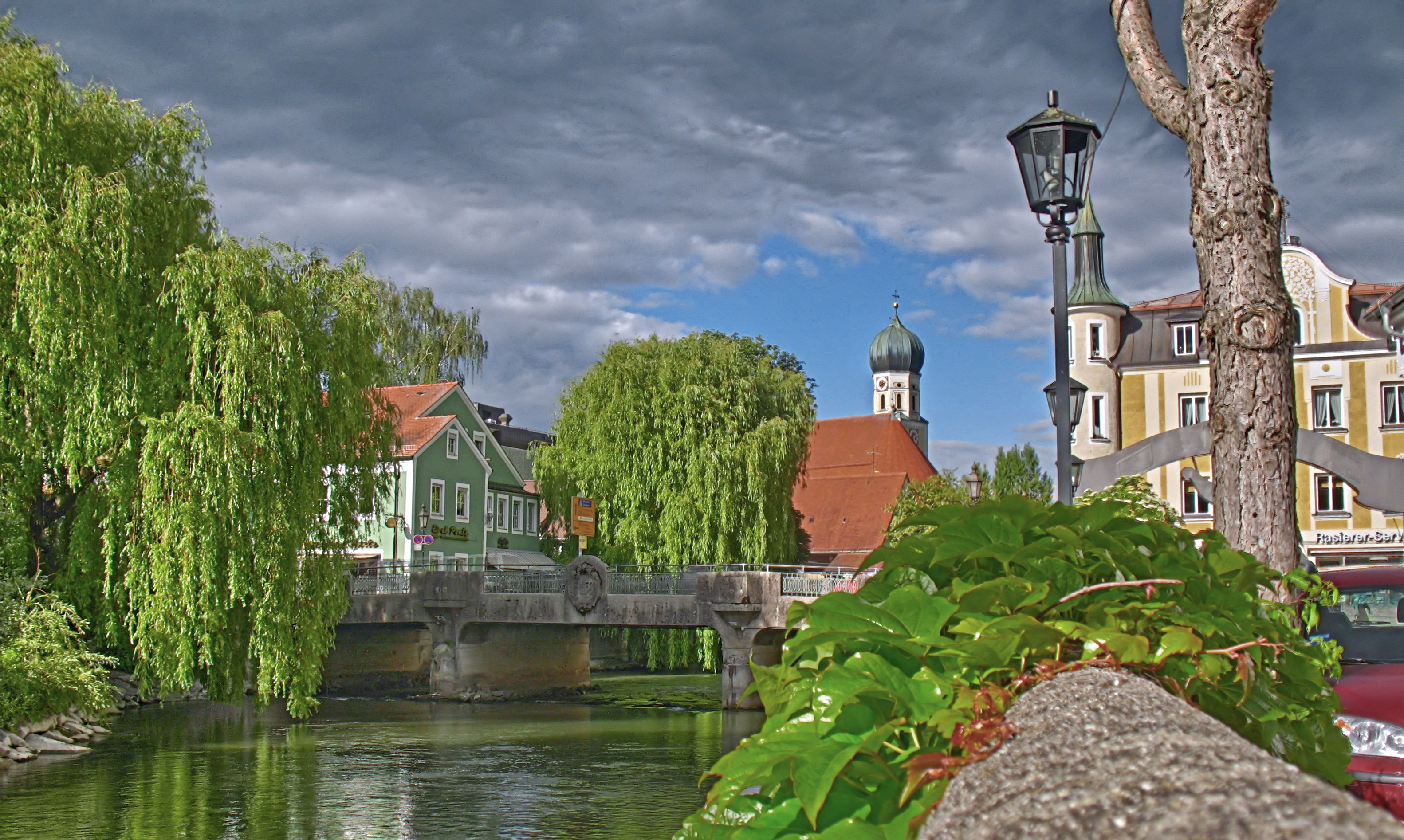
Amper, Pfarrkirche St. Magdalena
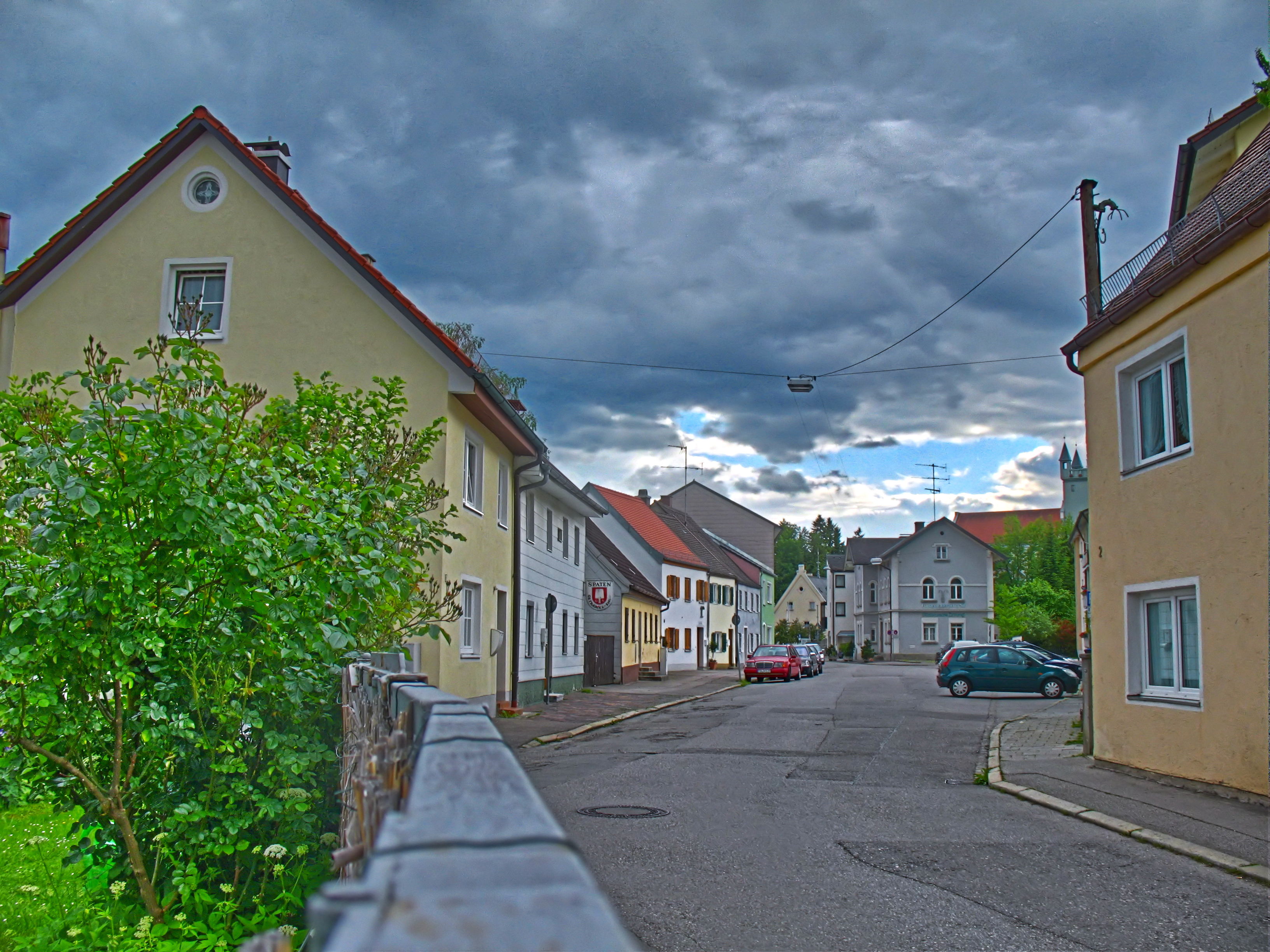
Kleinstadtidylle, Bullachstraße, Nähe Amper
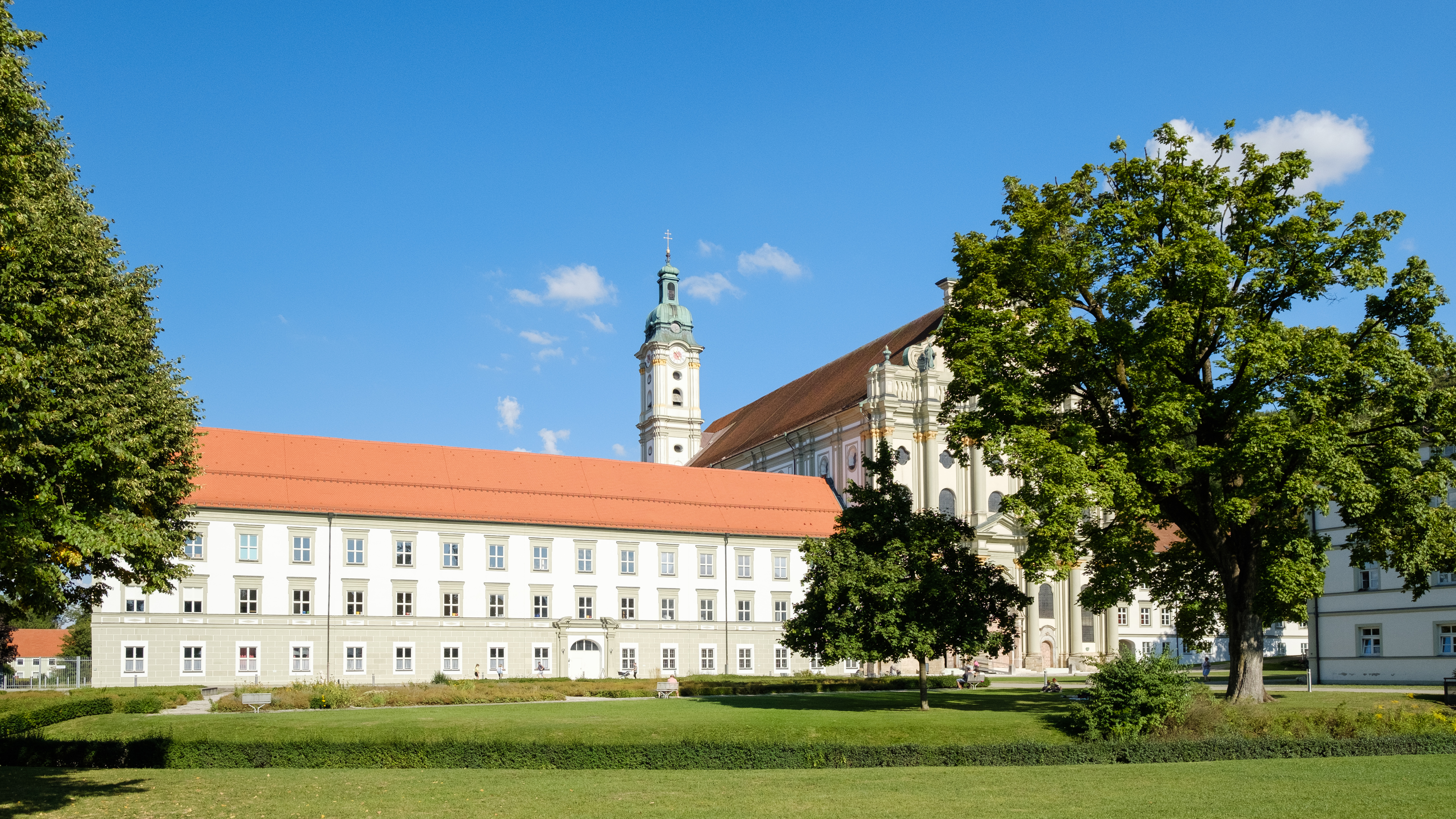
Kloster Fürstenfeld
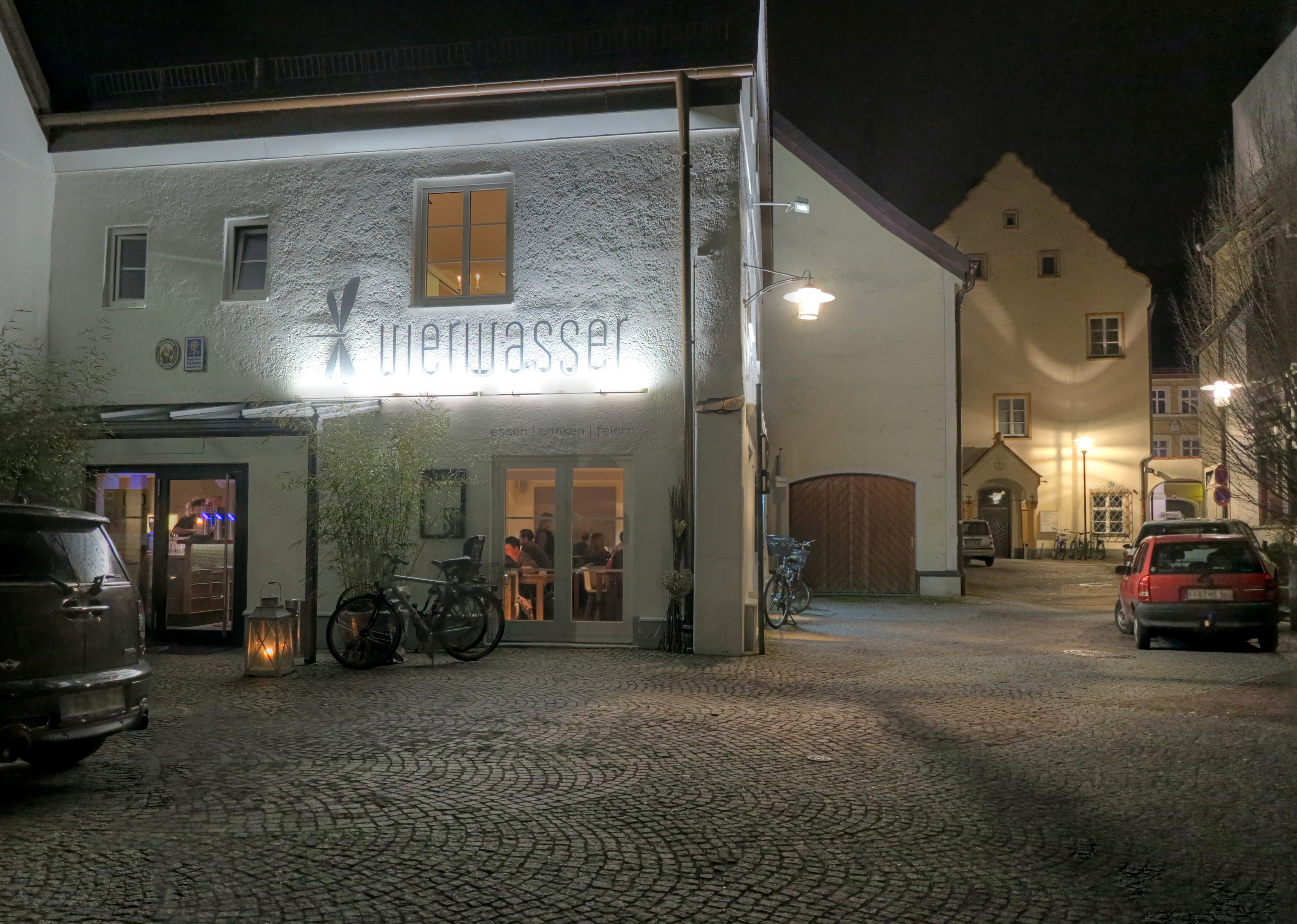
Altstadt Pruggmayrstraße⊙
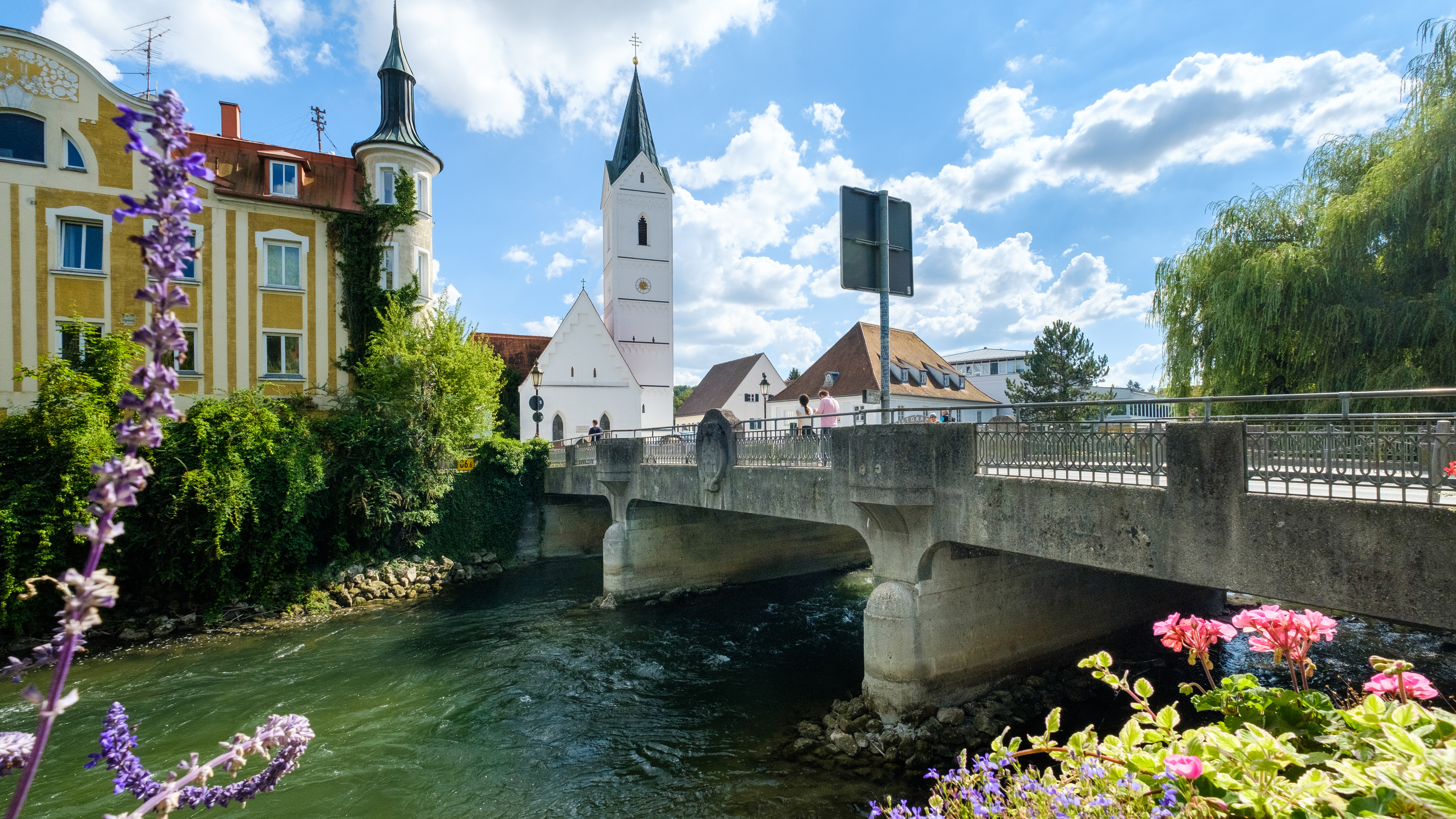
Amperbrücke und St. Leonhard

## Geschichte

### Bis zum 19. Jahrhundert
Der Name Fürstenfeldbruck ist die Zusammensetzung der Namen Fürstenfeld und Bruck.
Der Namensteil Fürstenfeld (Feld des Fürsten) sagt aus, dass diese Flur ehemals zum Besitz der Wittelsbacher gehörte. Dort wurde im Jahre 1263 das Zisterzienserkloster Fürstenfeld gegründet.
Die Siedlung Bruck in direkter Nachbarschaft des Klosters war schon vorher am dortigen Amper-Übergang entstanden. Für die Überquerung dieser Brücke, die zur – damals sehr bedeutenden – Salzstraße gehörte, erhob die Familie der Gegenpointer im Auftrag der Welfen Zoll.
Um diese Zollstation und eine dort gegründete Poststation wuchs eine Siedlung, die erstmals 1306 als Markt bezeichnet wurde. 1340 erwarb das Kloster die Grundherrschaft und das Dorfgericht über den Markt. 1425 gingen auch die letzten Besitzrechte von den Gegenpointern an das Kloster über. 1440 konnte die Leonhardskirche in Bruck geweiht werden. 1569 wurde erstmals die Brucker Poststation genannt. Ab 1691 wurde das Kloster Fürstenfeld im Barockstil neu erbaut.
Im Jahre 1803 wurde das Kloster Fürstenfeld säkularisiert, und ganz langsam entwickelte sich eine bürgerliche Selbstverwaltung. Die Gemeinde kaufte die Kirche St. Leonhard. Seit 1873 ist Bruck durch die Bahnstrecke München–Buchloe an das Eisenbahnnetz angeschlossen. Gerade auch die bessere Erreichbarkeit für die Münchner führte zu einem Aufschwung Brucks als Ausflugsziel. Beliebt waren hierbei das (Heil-)Bad in der Amper, der Naturgenuss rings um den Markt (besonders seien hierbei auch jene Künstler hervorgehoben, die die Umgebung malend erkundeten) sowie das Schlittenfahren im Winter. Unter dem Elektropionier und Vater des Deutschen Museums Oskar von Miller (dessen Vater, der Erzgießer Ferdinand von Miller, aus Bruck gebürtig war) ging 1892 das erste gemeindliche Elektrizitätswerk Bayerns ans Netz.

### 20. Jahrhundert
Unterschiedliche Schreibweisen des Marktes Bruck (auch heute noch als umgangssprachlicher Name geläufig) durch verschiedene Behörden veranlassten die Regierung, eine einheitliche Bezeichnung festzulegen: Sie lautet seit dem 6. August 1908 Fürstenfeldbruck.
Am 30. September 1935 wurde der Markt zur Stadt erhoben. 1936 wurde der Fliegerhorst Fürstenfeldbruck für die Luftwaffe fertiggestellt. Im April 1945 besetzten US-amerikanische Truppen die Stadt. Nach dem Zweiten Weltkrieg stieg die Einwohnerzahl durch die Eingliederung von Heimatvertriebenen stark an.
Mit der Anbindung an die S-Bahn München im Jahr 1972 gewann Fürstenfeldbruck weiter an Bedeutung und die Bevölkerungszahl nahm rasch zu. Im gleichen Jahr – während der Olympischen Spiele – missglückte die Befreiung israelischer Olympiateilnehmer aus der Gewalt palästinensischer Terroristen auf dem Gelände des Fliegerhorsts. Seit 1978 gehören im Zuge der Gebietsreform in Bayern auch Aich, Hasenheide, Lindach, Neulindach, Pfaffing und Puch zu Fürstenfeldbruck. Dies konnte nicht verhindern, dass seit 1970 Fürstenfeldbruck nur noch die zweitgrößte Gemeinde des Landkreises ist, da das München benachbarte Germering einen noch stärkeren Bevölkerungszuwachs zu verzeichnen hatte. 1979 erwarb die Stadt die ehemaligen Wirtschaftsgebäude des Klosters Fürstenfeld. Sie wurden Zug um Zug modernisiert und bilden heute das Veranstaltungsforum Fürstenfeld mit gastronomischen Betrieben und Räumlichkeiten für Kunst oder Musikveranstaltungen sowie dem Stadtmuseum Fürstenfeldbruck. Das Veranstaltungsforum Fürstenfeld zählt ca. 300.000 Besucher pro Jahr mit rund 550 Veranstaltungen.

### 21. Jahrhundert
Der Landkreis wuchs zu Beginn des neuen Jahrhunderts auf über 190.000 Einwohner, die Wohnbebauung seiner östlichen Bereiche wuchs teilweise sehr nah an die Landeshauptstadt München heran. Am 1. Januar 2006 wurde Fürstenfeldbruck zur Großen Kreisstadt erhoben. Somit trägt das Stadtoberhaupt seitdem den Titel Oberbürgermeister.
Ein wichtiges Diskussionsthema der Stadtentwicklung schon im 20. Jahrhundert und dann im ersten Jahrzehnt des neuen Jahrtausends war die Entwicklung der Hauptstraße von der Amper bis zum Neuen Rathaus in engem Zusammenhang mit der Entwicklung des Straßenverkehrs – führt doch die Bundesstraße 2 direkt durch das Zentrum. Nach langer Diskussion fand eine Fokussierung auf die sogenannte Deichenstegtrasse statt, auf der der Durchgangsverkehr das betroffene Gebiet östlich und mit einer neuen Amperquerung umfahren sollte. Nachdem ein Referendum gegen die Deichenstegtrasse zuvor gescheitert war, stimmten die Bürger am 27. September 2009 dann doch mehrheitlich gegen die Umgehung.
Verkehrspolitisch ebenfalls von Bedeutung ist die Taktung der S4, die trotz hoher Auslastung im Unterschied zu anderen Linien nur im 20-Minuten-Takt fährt. Gegen die Verknüpfung substantieller Verbesserungen mit der (unsicheren) Realisierung der zweiten S-Bahn-Stammstrecke regt sich in der Region Widerstand aus Politik und Zivilgesellschaft.

### Eingemeindungen
Im Zuge der Gebietsreform in Bayern wurden am 1. Januar 1978 die Gemeinde Puch und Gebietsteile der aufgelösten Gemeinden Aich und Malching eingegliedert. Am 1. Mai 1978 kamen kleine Gebietsteile der aufgelösten Gemeinde Biburg hinzu.

### Einwohnerentwicklung

Einwohnerentwicklung von Fürstenfeldbruck 1840 bis 2016

Zwischen 1988 und 2018 wuchs die Stadt von 30.313 auf 37.677 um 7.364 Einwohner bzw. um 24,3 %.
| Jahr       | Einwohner |
| ---------- | --------- |
| 01.12.1840 | 1.871     |
| 01.12.1871 | 3.438     |
| 01.12.1900 | 4.656     |
| 16.06.1925 | 5.892     |
| 17.05.1939 | 9.588     |
| 13.09.1950 | 13.170    |
| 06.06.1961 | 19.158    |
| 27.05.1970 | 23.089    |
| 25.05.1987 | 30.338    |
| 09.05.2011 | 33.379    |
| 31.12.2007 | 33.736    |
| 31.12.2008 | 34.033    |

| Jahr       | Einwohner |
| ---------- | --------- |
| 31.12.2009 | 34.069    |
| 31.12.2010 | 34.152    |
| 31.12.2011 | 33.698    |
| 31.12.2012 | 34.137    |
| 31.12.2013 | 34.648    |
| 31.12.2014 | 35.163    |
| 31.12.2015 | 35.708    |
| 31.12.2016 | 37.176    |
| 31.12.2017 | 37.202    |
| 31.12.2018 | 37.677    |
| 31.12.2019 | 37.004    |
| 31.12.2020 | 36.843    |

| Jahr       | Einwohner |
| ---------- | --------- |
| 31.12.2021 | 37.063    |
| 31.12.2022 |           |

Quelle: Kommunalstatistik von Fürstenfeldbruck

## Politik

### Stadtrat
Der Stadtrat hat 40 Mitglieder. Die Sitzverteilung stellt sich seit der Kommunalwahl vom 15. März 2020 im Vergleich mit den vorigen Wahlen wie folgt dar:
| Partei / Liste                  | 2020    |        | 2014   | 2008   | 2002 |
| CSU                             | 12      | 14     | 17     | 19     |      |
| Brucker Bürgervereinigung (BBV) | 9       | 11     | 5      | 5      |      |
| SPD                             | 3       | 6      | 8      | 8      |      |
| Grüne                           | 7       | 4      | 4      | 2      |      |
| Freie Wähler Fürstenfeldbruck   | 4       | 2      | 3      | 3      |      |
| FDP / Parteifreie Brucker       | 1       | 1      | 3      | 2      |      |
| ÖDP                             | 2       | 1      | –      | –      |      |
| Die PARTEI                      | 1       | –      | –      | –      |      |
| DIE LINKE                       | 1       | –      | –      | –      |      |
| Piratenpartei                   | –       | 1      | –      | –      |      |
| REP                             | –       | –      | –      | 1      |      |
| Gesamtzahl der Sitze            | 40      | 40     | 40     | 40     |      |
| Wahlbeteiligung                 | 48,27 % | 48,3 % | 51,8 % | 55,5 % |      |

### Oberbürgermeister

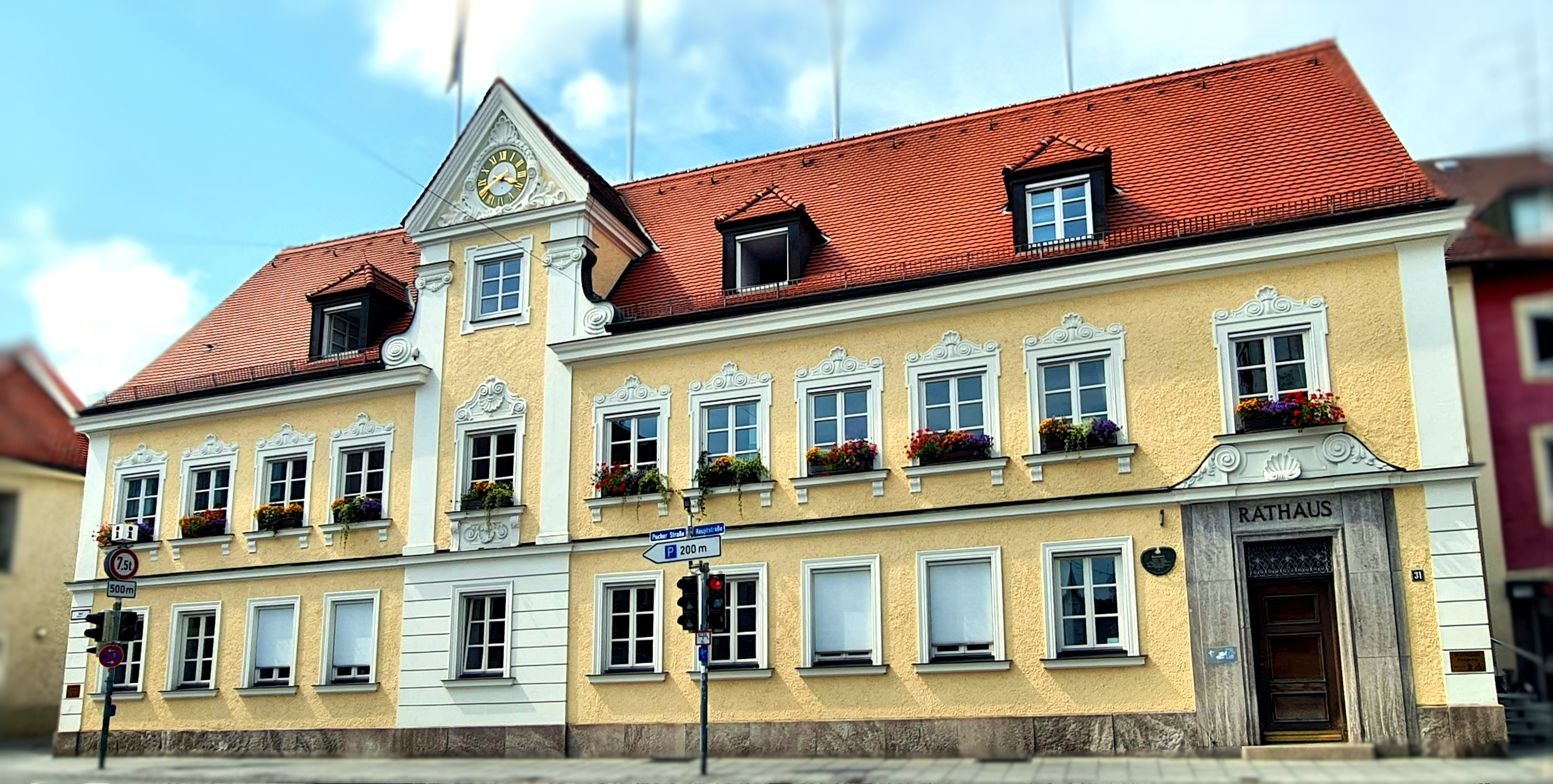
Neues Rathaus seit 1973 (Juli 2024)

Oberbürgermeister ist seit dem 23. Mai 2023 Christian Götz (BBV). Er setzte sich in der Stichwahl mit 61,44 % der abgegebenen gültigen Stimmen gegen den Bewerber der CSU, Andreas Lohde, durch. Götz folgte auf Erich Raff (CSU), der das Amt ab 2017 innehatte.

### Wappen
| | Blasonierung: „Unter Schildhaupt mit den bayerischen Rauten in Rot über blauem Wasser eine gemauerte, einbogige silberne Brücke mit goldenem Geländer und Brückenkreuz.“ |
| Wappenbegründung: Die Brücke über den Fluss ergibt ein für den ursprünglichen Ortsnamen Bruck redendes Bild. Der Ortsname leitet sich vom sehr alten Amperübergang her, in dessen unmittelbarer Nähe sich der Markt Bruck entwickelte. Das Kreuz weist auf das Kloster Fürstenfeld hin. Der Doppelname Fürstenfeldbruck wurde erst im 18. Jahrhundert gebräuchlich und kommt seit 1928 auch im amtlichen Ortsnamen zum Ausdruck. Das Rautenschildhaupt erinnert an die engen Beziehungen zum Haus Wittelsbach. Herzog Ludwig der Strenge gilt als Gründer des Klosters Fürstenfeld. Er stiftete 1258 das Kloster Seldental in Tal bei Bad Aibling als Sühne für die Hinrichtung seiner unschuldigen Frau. Um 1263 wurde das Kloster auf das Fürstenfeld bei Bruck verlegt. Das Kloster wurde besonders von Kaiser Ludwig dem Bayern gefördert; schon Ludwig der Strenge hatte die Kirche als Grablege gewählt. Bruck hatte seit 1306 Marktrecht und gelangte 1342 als mediater Markt mit geringen Selbstverwaltungsrechten unter die Grund- und Niedergerichtsherrschaft der Zisterzienserabtei Fürstenfeld. Belege für eine Siegelführung des Marktes vor dem 19. Jahrhundert sind nicht überliefert. Erst 1813 verlieh König Max I. Joseph dem Markt ein Wappen: in Blau auf grünem Boden stehend eine dreibogige silberne Brücke, darüber drei zwei zu eins gestellte silberne Kreuzchen. In der Begründung wird betont, dass der Markt bisher kein Wappen geführt hat. Fürstenfeldbruck wurde 1935 zur Stadt erhoben; der Ort hatte auch früher schon von 1814 (1818) bis 1869 die Rechte einer Stadtgemeinde. Das heutige, als heraldische Verbesserung betrachtete Wappen führt Fürstenfeldbruck seit 1936. Bei der Neugestaltung orientierte man sich an der farbigen Zeichnung des Brucker Wappens in dem von Hans Mielich 1565 für den herzoglichen Hof geschaffenen Prachtband. Diese Darstellung wurde für das Ortswappen gehalten. Ob sie auf ein möglicherweise verlorenes Siegel aus der Zeit vor 1342 zurückgeht, ist nicht zu klären. Dieses Wappen wird seit 1813 geführt. | |

Das Wappen vereint die klösterliche Tradition des Ortes mit der merkantil-bürgerlichen Tradition der Brücke an der Fernhandelsstraße.

### Städtepartnerschaften
| Frankreich                     | Livry-Gargan (Frankreich) (seit 28. Juni 1967) |
| Italien                        | Cerveteri (Italien) (seit 29. Juni 1973)       |
| Vereinigte Staaten von Amerika | Wichita Falls (USA) (seit 3. Dezember 1985)    |
| Kroatien                       | Zadar (Kroatien) (seit 2. Oktober 1989)        |
| Spanien                        | Almuñécar (Spanien) (seit 25. Juni 2005)       |

## Kultur und Sehenswürdigkeiten

### Veranstaltungen und Tagungen
- Das Veranstaltungsforum Fürstenfeld auf dem Gelände des ehemaligen Zisterzienserklosters bietet vielfältige Möglichkeiten für die unterschiedlichsten Veranstaltungen und Tagungen.
- Das Brucker Volksfest findet an ca. 10 Tagen, die den letzten Aprilsonntag und den 1. Mai beinhalten, auf dem Volksfestplatz an der Julie-Mayr-Straße statt.
- Seit 1996 findet im Juli in der gesamten Fürstenfeldbrucker Innenstadt das Altstadtfest statt.
- Am 5. September vor dem Fliegerhorst: Gedenken an die Opfer des Olympia-Attentats von 1972
- Jedes Jahr um den Monatswechsel Oktober zu November findet in Fürstenfeldbruck die Leonhardifahrt zu Ehren des Heiligen Leonhard statt. Dabei werden die festlich geschmückten Pferde gesegnet und ziehen anschließend in einer großen Runde durch die Stadt. Die Fürstenfeldbrucker Sankt-Leonhard-Kirche spielt an diesem Feiertag natürlich eine besondere Rolle.
- Alljährlich am Samstag vor dem Volkstrauertag (zwei Sonntage vor dem Ersten Advent) Gedenkveranstaltung der Luftwaffe an die Toten der Luftwaffe und Luftfahrt am Luftwaffenehrenmal.
- An den Adventswochenenden findet auf dem Viehmarktplatz der Christkindlmarkt statt.
- Alljährlich am 13. Dezember pflegt man in Fürstenfeldbruck zu Ehren der Heiligen Lucia einen einzigartigen Brauch, das Lucien-Häuschen-Schwimmen. Von Kindern gefertigte Nachbildungen von Gebäuden der Stadt werden der nächtlichen Amper feierlich übergeben. Durch brennende Kerzen im Inneren der kleinen Kunstwerke wird der dunkle Fluss stimmungsvoll erleuchtet.
- Seit 2013 werden jährlich die Brain Games, mittlerweile das größte deutsche Schnellschach-Turnier,[18] in der Marthabräuhalle ausgetragen.[19][20]

### Museen
Das Museum Fürstenfeldbruck, angesiedelt auf dem Areal des ehemaligen Zisterzienserklosters Fürstenfeld, befasst sich mit Heimatkunde und Geschichte der Kreisstadt und deren Umgebung. Die Schwerpunkte der Dauerausstellung sind hierbei die Epoche der römischen Herrschaft im Umkreis der heutigen Stadt, die Geschichte des Klosters sowie das bürgerliche Leben in Bruck zur Zeit der vorletzten Jahrhundertwende.
Ergänzt wird das Angebot durch zeitlich begrenzte Ausstellungen zu verschiedenen, die Region betreffenden Themen.
Am Bahnhof befindet sich das Feldbahnmuseum des Modelleisenbahnclubs Fürstenfeldbruck e. V.
Das Energiemuseum der Stadtwerke ist im Kraftwerk der ehemaligen Klosterökonomie Fürstenfeld untergebracht. Kernstück der Ausstellung ist die Maschinenhalle mit einer Francis-Turbine. Eine Lehrsammlung befasst sich mit der Stromerzeugung und -verteilung sowie mit den berühmten Persönlichkeiten aus dem Elektrizitätswesen. „Von der Kerze bis zur Halogenlampe“ und „Vom Kraftwerk bis zur Steckdose“ reicht das Informationsangebot der Ausstellung.

### Bauwerke
- Ehemaliges Zisterzienser-Kloster Fürstenfeld. Eines der ehemaligen Hausklöster der Wittelsbacher, gegründet 1263 von Herzog Ludwig II., genannt „Der Strenge“, als Sühne für die ungerechtfertigte Hinrichtung seiner Ehefrau Maria von Brabant. Die Klosterkirche Mariä Himmelfahrt gilt als ein Hauptwerk des süddeutschen Spätbarocks.
- Pfarrkirche St. Magdalena. Ein Bau der zweiten Hälfte des 17. Jahrhunderts, wohl aus der Miesbacher Bauschule, erneuert in Formen des späten Rokoko.
- Wallfahrtskirche St. Leonhard. Ein seltener gotischer Zentralbau, der für die Leonhards-Wallfahrten und die damals üblichen Durchquerungen der Kirche zu Pferde im 15. Jahrhundert errichtet worden war.
- Aumühle. Ein Industriedenkmal des späten 19. Jahrhunderts, heute die Stadtbibliothek von Fürstenfeldbruck und ehemaliger Sitz der Stadtwerke Fürstenfeldbruck; früher Bullach-Mühle oder Altmil genannt, erste urkundliche Erwähnung 1331.
- Altes Rathaus. Die späte Einrichtung eines Rathauses in einem umgebauten Geschäftshaus erklärt sich aus der langen Abhängigkeit des Marktes Bruck vom nahen Kloster Fürstenfeld. Wegen dieser, erst durch die Säkularisation beendeten, politischen Konstellation, war ein bürgerliches Verwaltungszentrum bis in das 19. Jahrhundert hinein keine vordringliche Notwendigkeit gewesen. Das Gebäude wurde 1866 bis 1868 nach Plänen des Münchner Architekten Johann Marggraff errichtet. Darin sind Medaillons des in Fürstenfeldbruck geborenen Erzgießers Ferdinand von Miller, dem Erbauer der Bavaria bei der Ruhmeshalle über der Theresienwiese zu besichtigen. Heute finden im Sitzungssaal des ehemaligen Rathauses Hochzeiten statt.
- Sankt Peter und Paul in Aich. Die jetzige Kirche besteht seit dem Jahr 1728. In der Einrichtung finden sich noch einige interessante Stücke des gotischen Vorgängerbaus. Andere Teile der Kirche weisen Züge des Rokoko auf.
- St. Sebastian in Puch. Kirche im spätgotischen Stil – jedoch mit Stuckverzierungen. Vieles in der Kirchenausstattung weist auf die Verehrung der Seligen Edigna hin, die laut einer Legende in der benachbarten „1000-jährigen Linde“ ein Einsiedlerleben geführt haben soll. Der Schriftsteller Julius Langbehn liegt auf dem kleinen Friedhof begraben.
- Bahnhof Fürstenfeldbruck, wurde in den Jahren 1871 und 1872 gebaut.
- Alter Schlachthof und Badeanstalt auf der Lände. Der Alte Schlachthof auf der Lände wurde im April 1911 eröffnet. Architekt war Adolf Voll. Das Konzept beinhaltete die Kombination von Schlachthof und Volksbadeanstalt zur Verbesserung der hygienischen Verhältnisse. Beide Einrichtungen konnten auf gemeinsame technische Einrichtungen zurückgreifen.
- Ehrenmal der Luftwaffe zur Erinnerung an alle gefallenen und tödlich verunglückten Angehörigen der Luftwaffe beider Weltkriege, der Luftfahrt und der Luftfahrtindustrie. (Errichtet 1962 von der Stiftung Luftwaffenehrenmal e. V., am 20. Mai 1966 an die Luftwaffe übergeben)
- Die Erlöserkirche wurde 1925 erbaut.
- Das alte Postgebäude wurde durch Georg Werner im Stil der klassischen Moderne 1930 errichtet und 2016 durch Peter Ottmann saniert.

### Parks
- Ein Park liegt östlich der Hauptstraße. Mit seinem alten Baumbestand ist er ein Naherholungsgebiet für die Bevölkerung.
- Der Fürstenfeldbrucker Stadtpark befindet sich südlich der Altstadt zwischen der Hauptpost und dem ehemaligen Gelände der Stadtwerke an der Bullachstraße.
- Die kleinste Parkanlage befindet sich beim Zusammentreffen von Augsburger Straße (Hauptstraße) und Maisacher Straße.
- Ein kleiner Park besteht auch rund um das Stadterhebungsdenkmal nördlich des Hallenbads.
- Der Waldfriedhof im Westen ist in parkähnlichem Charakter angelegt.

### Naturdenkmäler
Bekannt ist die uralte Edignalinde im Stadtteil Puch.

### Sport
Die Stadt verfügt über 28 Sportvereine. Einige bekannte Beispiele sind:
- EV Fürstenfeldbruck
- Fursty Razorbacks
- Sportclub Fürstenfeldbruck von 1919 e. V.
- TuS Fürstenfeldbruck e. V.
- BSV Fürstenfeldbruck

Die Stadt verfügt über 13 Freisportanlagen und 10 Sporthallen (in Trägerschaft der Stadt oder des Landes). Zudem gibt es eine Eissportfläche, ein Frei- und Hallenbad, eine Reitsportanlage und einen Hochseilgarten.

### Galerie

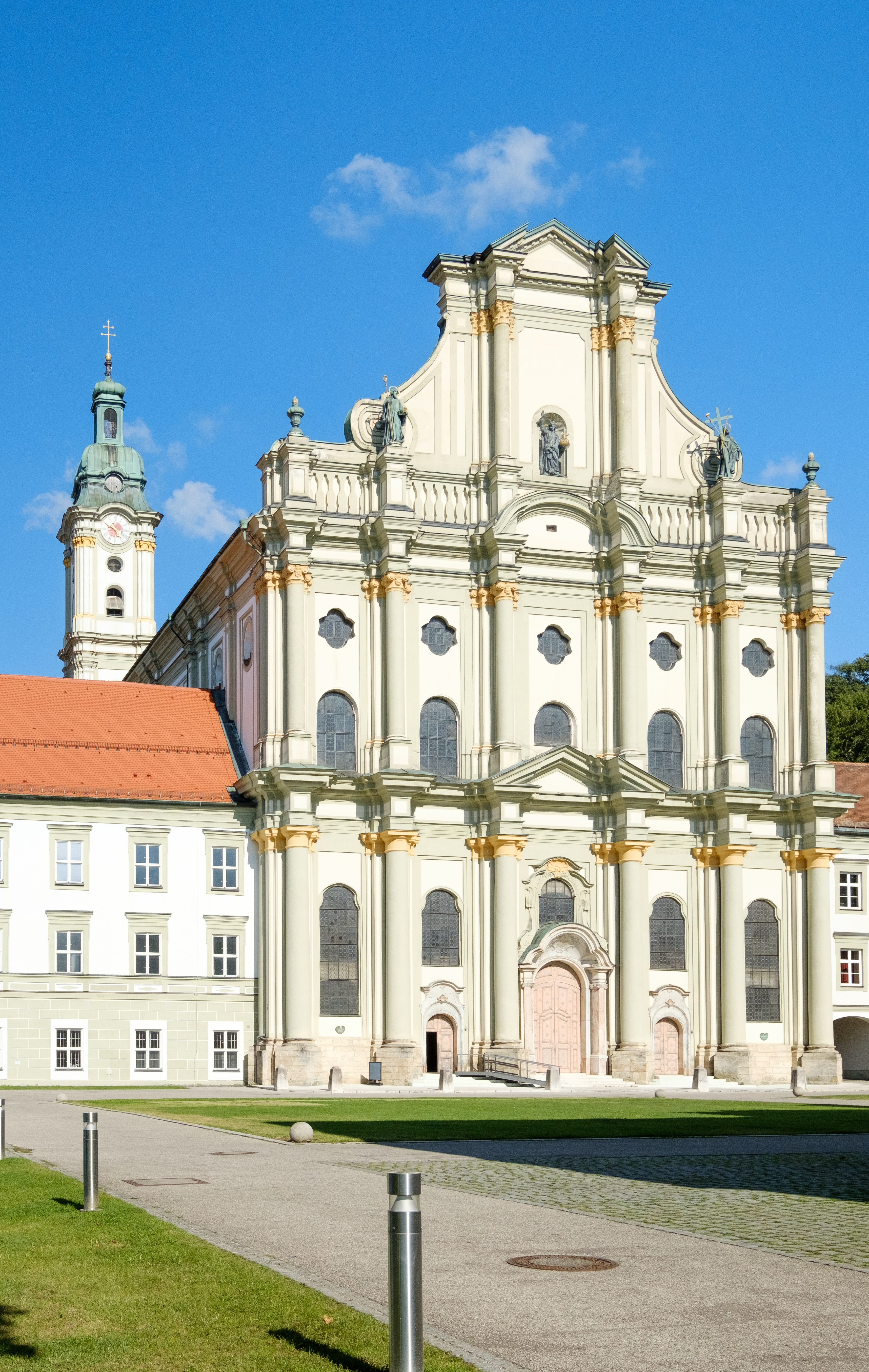
St. Mariä Himmelfahrt
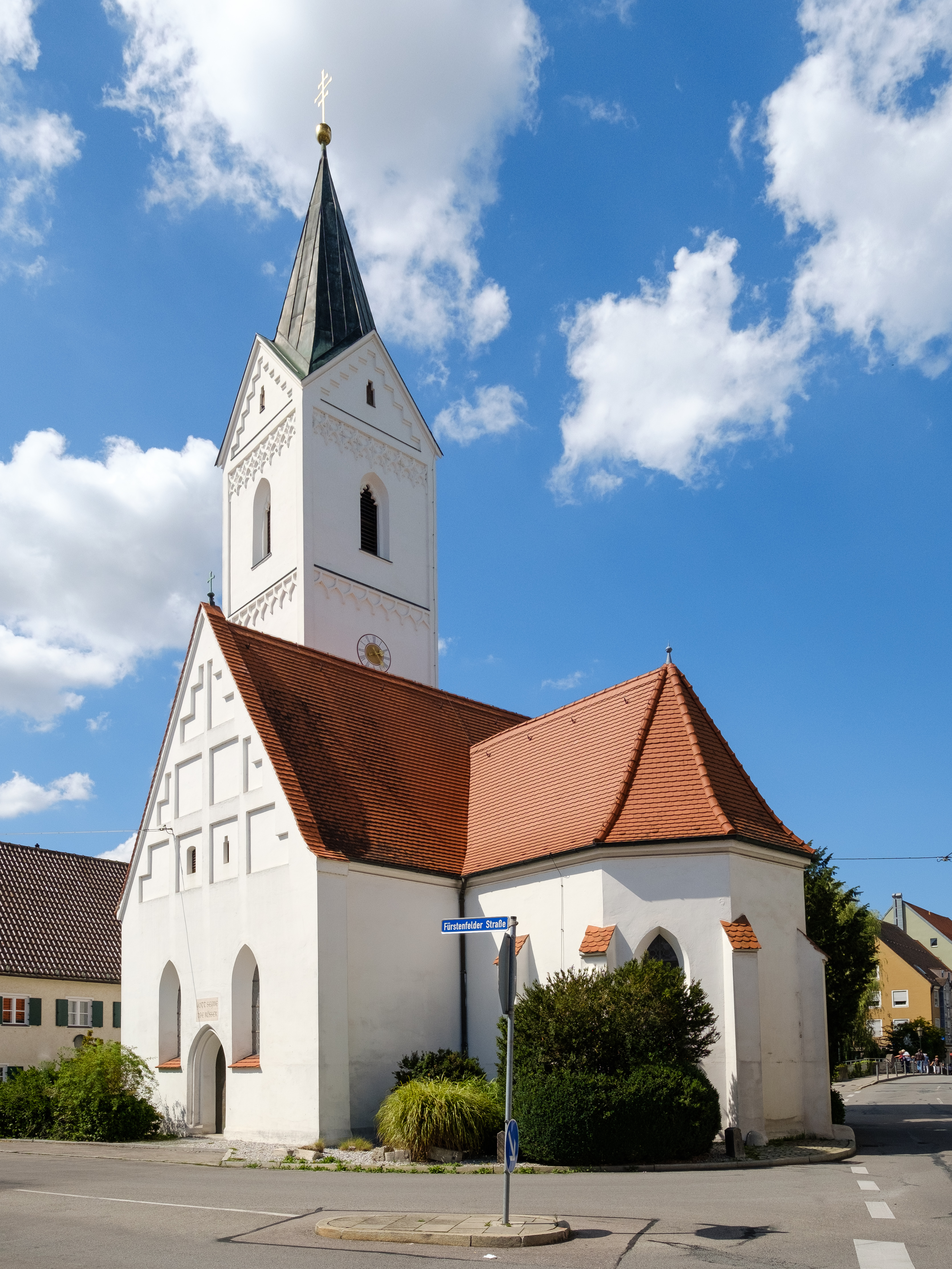
St. Leonhard
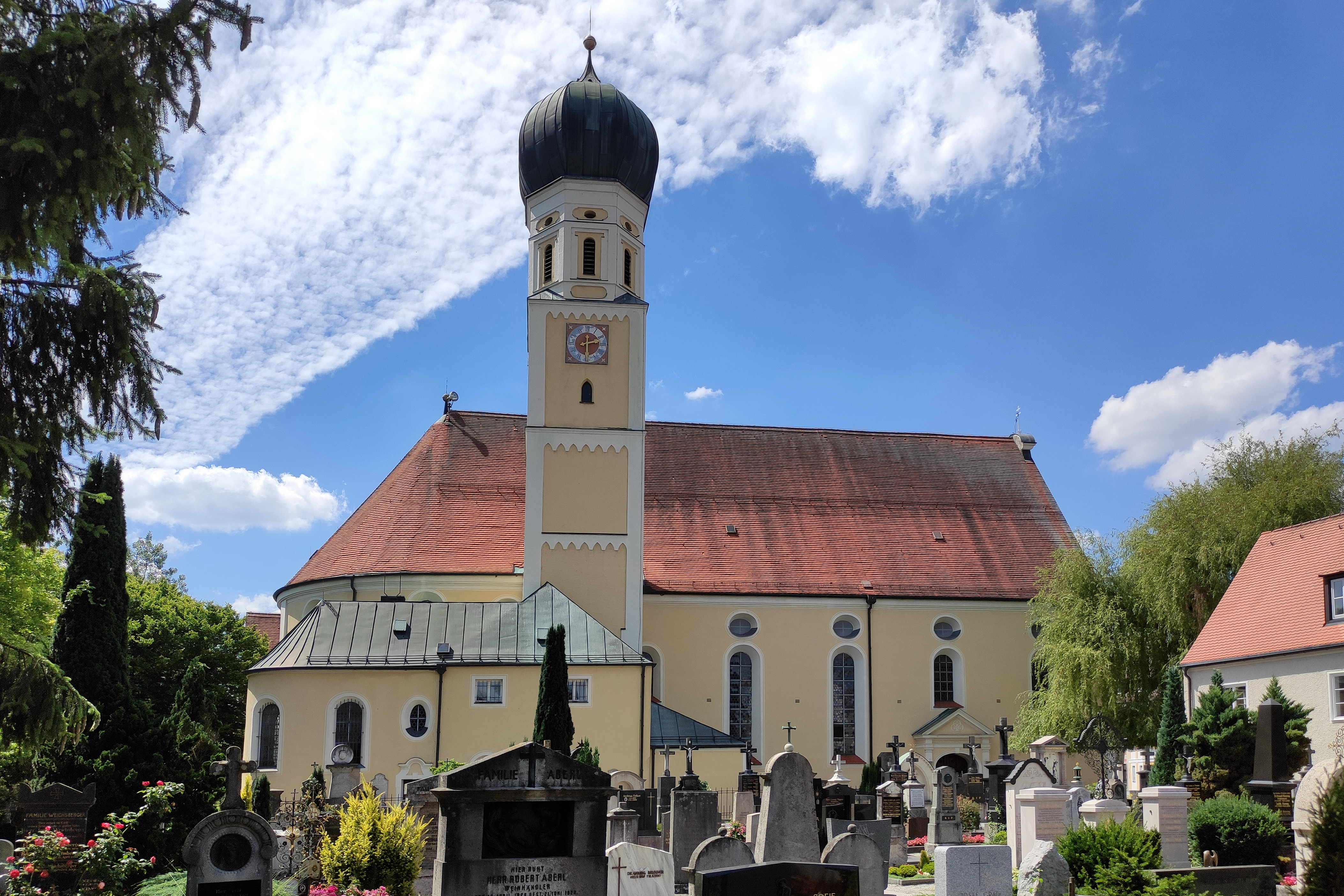
St. Magdalena
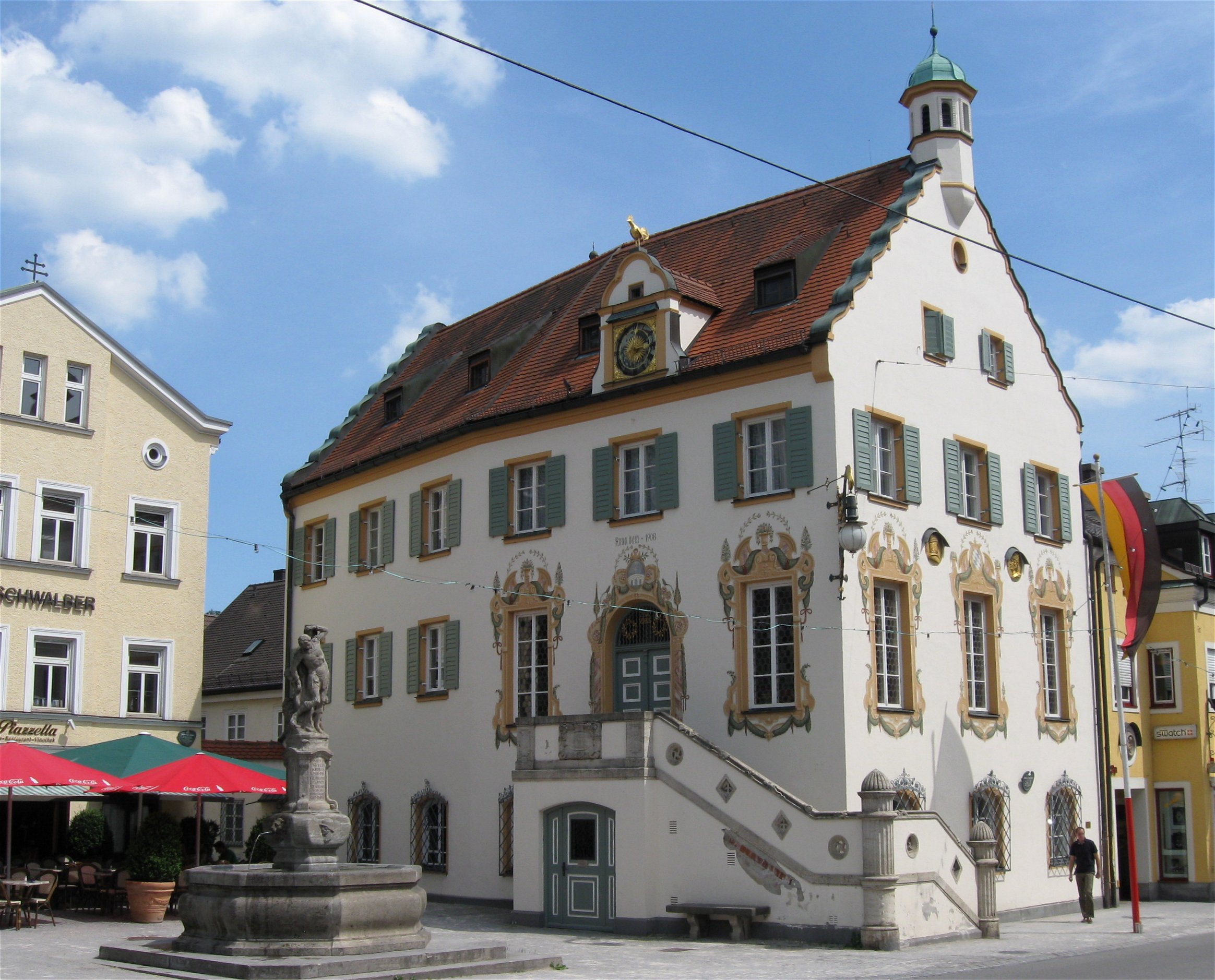
Altes Rathaus

## Wirtschaft und Infrastruktur
Im Zukunftsatlas 2016 belegte der Landkreis Fürstenfeldbruck Platz 47 von 402 Landkreisen und kreisfreien Städten in Deutschland und zählt damit zu den Orten mit „hohen Zukunftschancen“.

### Verkehr

#### Straßenverkehr
Fürstenfeldbruck ist an mehrere Straßen des Fernstraßennetz angebunden. Die Entfernung zu der Bundesautobahn 8 München–Stuttgart und der Bundesautobahn 96 München–Lindau beträgt jeweils ca. 10 km.
Durch das Stadtgebiet führen zudem die Bundesstraße 2 und die Bundesstraße 471. Außerdem verlaufen die Staatsstraße 2054 und die Kreisstraße FFB 17 im Stadtgebiet.
2020 waren 19.174 Pkw zugelassen. Das städtische Straßennetz weist eine Länge von 140 km auf.

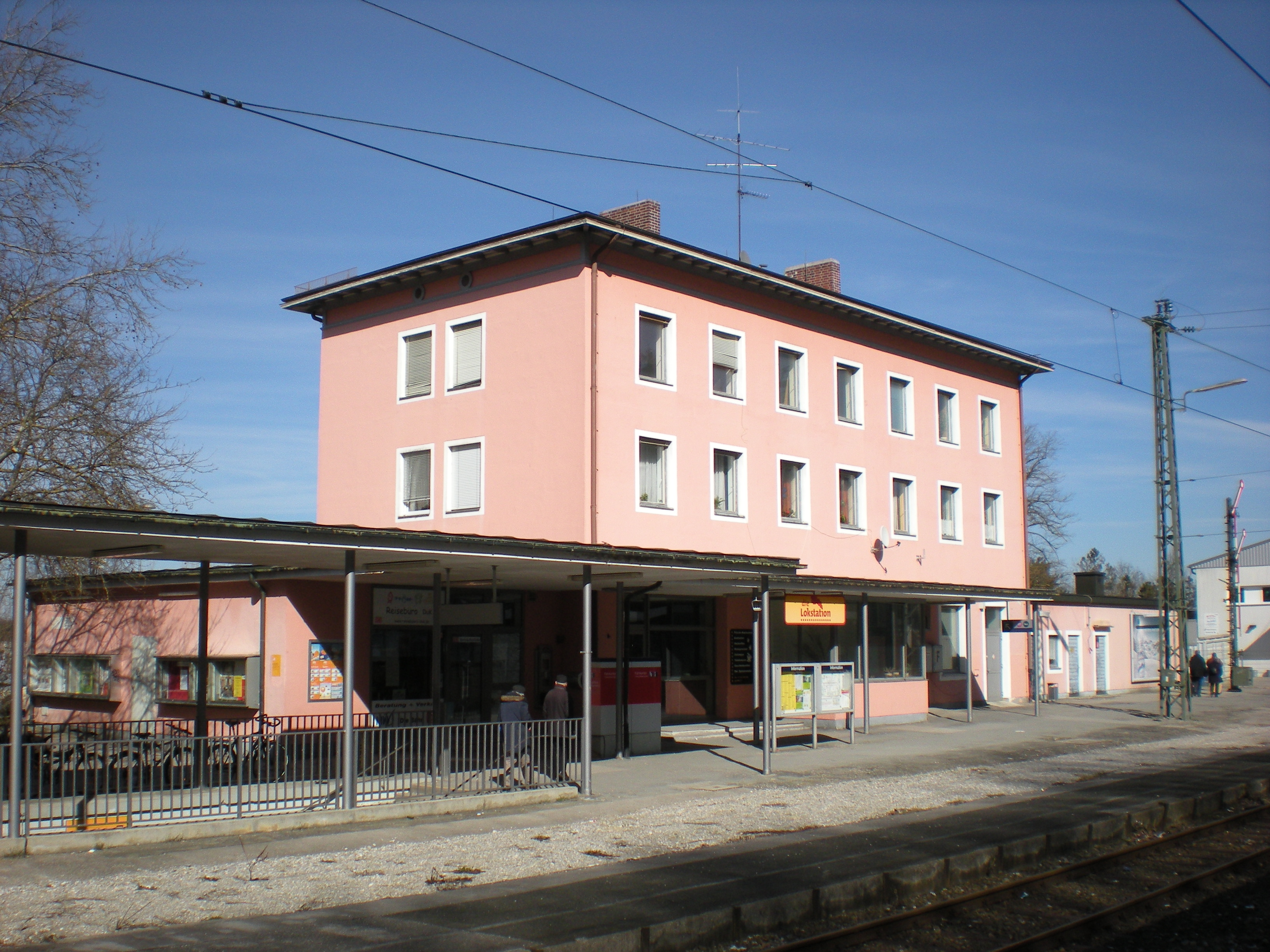
Empfangsgebäude des Bahnhofs Fürstenfeldbruck

#### Bahnverkehr
Fürstenfeldbruck besitzt zwei Bahnhöfe auf der Bahnstrecke München–Buchloe: Fürstenfeldbruck und Buchenau. Diese Bahnhöfe werden von der S-Bahn München mit der S-Bahn Linie S4 und zeitweise S20 angefahren. 
Außerdem halten in Fürstenfeldbruck die Regionalzüge der Linie RB74 Buchloe – München.

#### Öffentlicher Personennahverkehr
Fürstenfeldbruck ist über mehrere Regionalbuslinien an den Münchner Verkehrs- und Tarifverbund angebunden. Die Stadt liegt hierbei in den Tarifzonen 2 und 3 des MVV-Netzes. An den Bahnhöfen besteht hierbei jeweils eine Anbindung an mehrere Buslinien:
- am S-Bahnhof Fürstenfeldbruck an die MVV-Buslinien 736, 839, 840, 843, 844, 846, 847, 852, 873, X850, X900, X920
- am S-Bahnhof Buchenau an die MVV-Buslinien 838, 840, X800, X900

Insgesamt verkehren 14 Regionalbuslinien des MVV im Stadtgebiet. Außerdem ist Fürstenfeldbruck mit vier Expressbus-Linien an Dachau, Starnberg, Germering und das Klinikum Großhadern angebunden.
Außerdem gibt es ein Ruftaxinetz im Landkreis Fürstenfeldbruck, das von Fürstenfeldbruck ausgehend sternförmig in den Landkreis führt.
| Linie | Linienverlauf | Verkehrsunternehmen   |
| ----- | --- | --------------------- |
| X800  | Buchenau S – Esting S – Dachau S R - Dachau, Newtonstraße Nord                                                                       | Amperbus GmbH         |
| X850  | Fürstenfeldbruck S R – Germering-Unterpfaffenhofen S                                                                                 | Demmelmair            |
| X900  | Buchenau S – Fürstenfeldbruck S R – Gilching-Argelsried S – Starnberg S R                                                            | Amperbus GmbH         |
| 815   | Fürstenfeldbruck S R – Fliegerhorst                                                                                                  | Demmelmair            |
| 820   | Seefeld-Hechendorf S – Inning – Grafrath – Buchenau S – Fürstenfeldbruck, Schöngeisinger Straße                                      | Amperbus GmbH         |
| 822   | Mammendorf – Adelshofen – Jesenwang – Landsberied – Schöngeising S – Fürstenfeldbruck S R                                            | Omnibus Neumeyr       |
| 823   | Dünzelbach – Adelshofen – Jesenwang – Fürstenfeldbruck S R                                                                           | Omnibus Neumeyr       |
| 825   | Dünzelbach – Jesenwang – Fürstenfeldbruck S R                                                                                        | Omnibus Neumeyr       |
| 838   | Tegernbach - Baindlkirch – Mittelstetten – Hattenhofen – Oberschweinbach – Mammendorf S R – Puch – Buchenau S                        | Amperbus GmbH         |
| 839   | Tegernbach – Mittelstetten – Althegnenberg R – Hattenhofen – Mammendorf S R – Puch – Fürstenfeldbruck S R                            | Amperbus GmbH         |
| 840   | Fürstenfeldbruck S R – Buchenau S | Busverkehr Südbayern  |
| 843   | Olching S – Emmering – Fürstenfeldbruck S R                                                                                          | Geldhauser und Rauner |
| 852   | Fürstenfeldbruck S R – Alling – Germering-Unterpfaffenhofen S – Germering, Kerschensteiner Schule                                    | Busverkehr Südbayern  |
| 862   | Fürstenfeldbruck S R - Eichenau S Nord – Puchheim S Süd                                                                              | Amperbus GmbH         |
| 863   | Fürstenfeldbruck, Zenettistraße – Emmering – Eichenau S Nord                                                                         | Amperbus GmbH         |
| 873   | Fürstenfeldbruck S R – Maisach S | Demmelmair            |
| 889   | Althegnenberg R – Tegernbach – Mittelstetten – Oberschweinbach – Mammendorf S R – Fürstenfeldbruck S R                               | Amperbus GmbH         |
| 8000  | Ruftaxi: Fürstenfeldbruck / Emmering                                                                                                 | Geldhauser            |
| 8200  | Ruftaxi: Fürstenfeldbruck / Landsberied / Jesenwang / Adelshofen / Moorenweis / Egling an der Paar                                   | Geldhauser            |
| 8300  | Ruftaxi: Fürstenfeldbruck / Gernlinden (Maisach) / Olching / Puchheim / Gröbenzell                                                   | Geldhauser            |
| 8400  | Ruftaxi: Fürstenfeldbruck / Alling / Schöngeising / Grafrath / Kottgeisering / Türkenfeld / Inning / Seefeld-Hechendorf / Herrsching | Geldhauser            |
| 8500  | Ruftaxi: Fürstenfeldbruck / Alling / Eichenau / Puchheim Ort / Germering-Unterpfaffenhofen / Gilching                                | Geldhauser            |
| 8700  | Ruftaxi: Fürstenfeldbruck / Maisach / Egenhofen / Pfaffenhofen an der Glonn                                                          | Geldhauser            |
| 8800  | Ruftaxi: Fürstenfeldbruck / Mammendorf / Hattenhofen / Adelshofen / Oberschweinbach / Althegnenberg / Mittelstetten                  | Geldhauser            |

#### Flugverkehr
Der Flugplatz Fürstenfeldbruck ist eine ehemalige Flugbetriebsfläche der Luftwaffe, nördlich des von der Bundeswehr genutzten Fliegerhorstes Fürstenfeldbruck. Teile der Flugbetriebsfläche wurden für zivile Kleinstflugzeuge genutzt.

### Medizinische Infrastruktur
In der Stadt gibt es zwei Kliniken: Das Klinikum Fürstenfeldbruck mit rund 380 Betten und das kbo-Isar-Amper Klinikum Psychiatrische Klinik mit 88 Betten. Es gibt 34 Hausarztpraxen, 71 Facharztpraxen und 25 Zahnarztpraxen.

### Trinkwasserversorgung und Abwasserentsorgung
Die Gewinnung, Aufbereitung und Verteilung des Trinkwassers wird von den Stadtwerken Fürstenfeldbruck übernommen. Lediglich die Ortsteile Aich und Puch werden vom Zweckverband Landsberied beliefert. Das Trinkwasser der Stadtwerke wird ausschließlich aus Grundwasser gewonnen. Dazu stehen vier Brunnen im Wasserschutzgebiet „Rothschwaiger Forst“ zur Verfügung. Es werden jährlich 2,7 Mio. m³ Rohwasser gefördert und verteilt. Eine chemische Behandlung erfolgt nicht.
Mit einer Gesamthärte von 20,4 °dH fällt das Wasser in den Härtebereich „hart“. Der Brutto-Verbrauchspreis liegt bei 1,16 Euro je Kubikmeter.
Die Ableitung und Reinigung des anfallenden Abwassers fällt in den Zuständigkeitsbereich der Stadt Fürstenfeldbruck. 99,8 % der Stadtbewohner sind an die Kanalisation angeschlossen. Im Klärwerk Fürstenfeldbruck  wird neben dem Abwasser aus dem Stadtgebiet auch dasjenige aus den Gemeinden Emmering und Schöngeising gereinigt. Die Anlage wurde 1961 gebaut und 1976 sowie 1994 erweitert. Heute hat sie eine Ausbaugröße von 100.000 Einwohnerwerten. Pro Jahr werden 3,65 Mio. m³ Abwasser im Belebtschlammverfahren gereinigt und in die Amper abgegeben. Der anfallende Klärschlamm wird über 35 Tage verfault und anschließend mit einer Zentrifuge entwässert. Das bei der Faulung entstehende Klärgas wird zur Stromerzeugung verwendet. Das Klärwerk verbraucht 2.680.000 kWh elektrische Energie im Jahr und kann 40 % davon selbst decken.

### Gewerbe und Unternehmen
Fürstenfeldbruck zählt 1.037 Gewerbebetriebe (2020). Die größten Arbeitgeber in Fürstenfeldbruck sind die ESG Elektroniksystem- und Logistik-GmbH (Zentrale), das Klinikum Fürstenfeldbruck, die Sparkasse Fürstenfeldbruck, die Coca-Cola Erfrischungsgetränke AG und das Landratsamt Fürstenfeldbruck. Ebenfalls ihren Sitz in Fürstenfeldbruck haben die Wegmann-Gruppe, wie auch ihr Tochterunternehmen Schleifring, und die König Ludwig Schloßbrauerei Kaltenberg.

### Medien
- Der Sitz des regionalen Hörfunksenders 106.4 Top FM befindet sich in Fürstenfeldbruck.
- Wochenzeitung Kreisbote: Erscheint in Fürstenfeldbruck sowie im Umland.
- Tageszeitungen am Ort sind die Fürstenfeldbrucker SZ (eine Regionalausgabe der Süddeutschen Zeitung) sowie das Fürstenfeldbrucker Tagblatt (eine Regionalausgabe des Münchner Merkur).

### Soziale Einrichtungen
- Ökumenische Nachbarschaftshilfe mit Sozialdienst e. V. Fürstenfeldbruck und Emmering, Mehrgenerationenhaus mit Tagespflegeeinrichtung und Sozialstation
- Stiftung Kinderhilfe Fürstenfeldbruck: Zweck der Stiftung Kinderhilfe ist die Förderung und Integration behinderter oder von Behinderung bedrohter Kinder, Jugendlicher und Erwachsener
- Kompass Brucker Weg: Ein renommiertes und seit mehr als zehn Jahren bestehendes sozialpädagogisches Betreutes Wohnen für ehemals drogenabhängige und drogengefährdete Jugendliche und junge erwachsene Mädchen, Jungen, Frauen und Männer
- Caritas-Zentrum Fürstenfeldbruck: Verschiedene (Beratungs-)Angebote – Schuldenberatung, Sucht und Abhängigkeit, Ehrenamt und Freiwilligendienste, Leben im Alter, Senioren, Selbsthilfegruppen, Kompetenzzentrum für Demenz, Gebrauchtbuchladen usw.

### Staatliche Einrichtungen

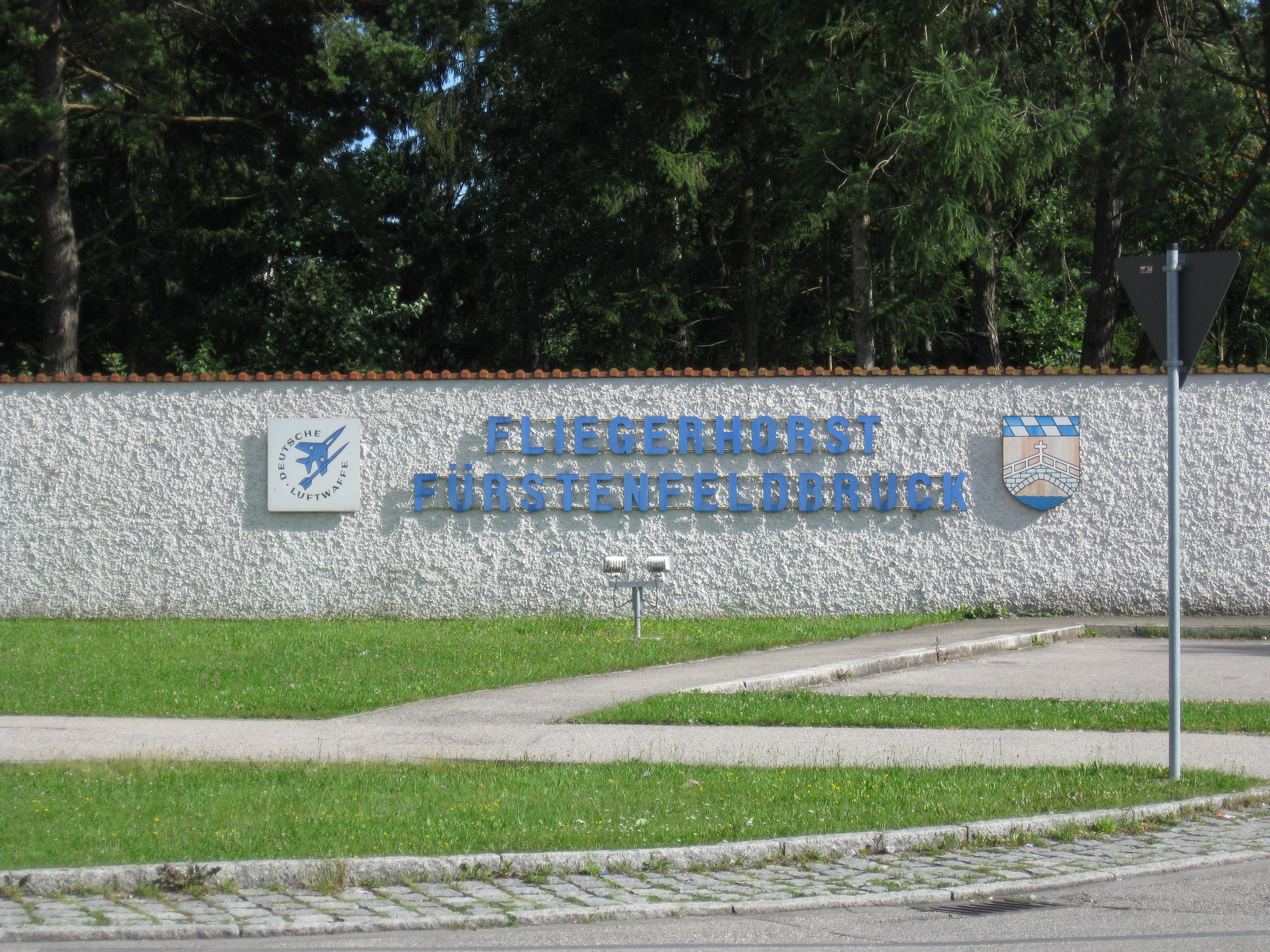
Eingang zum Fliegerhorst Fürstenfeldbruck

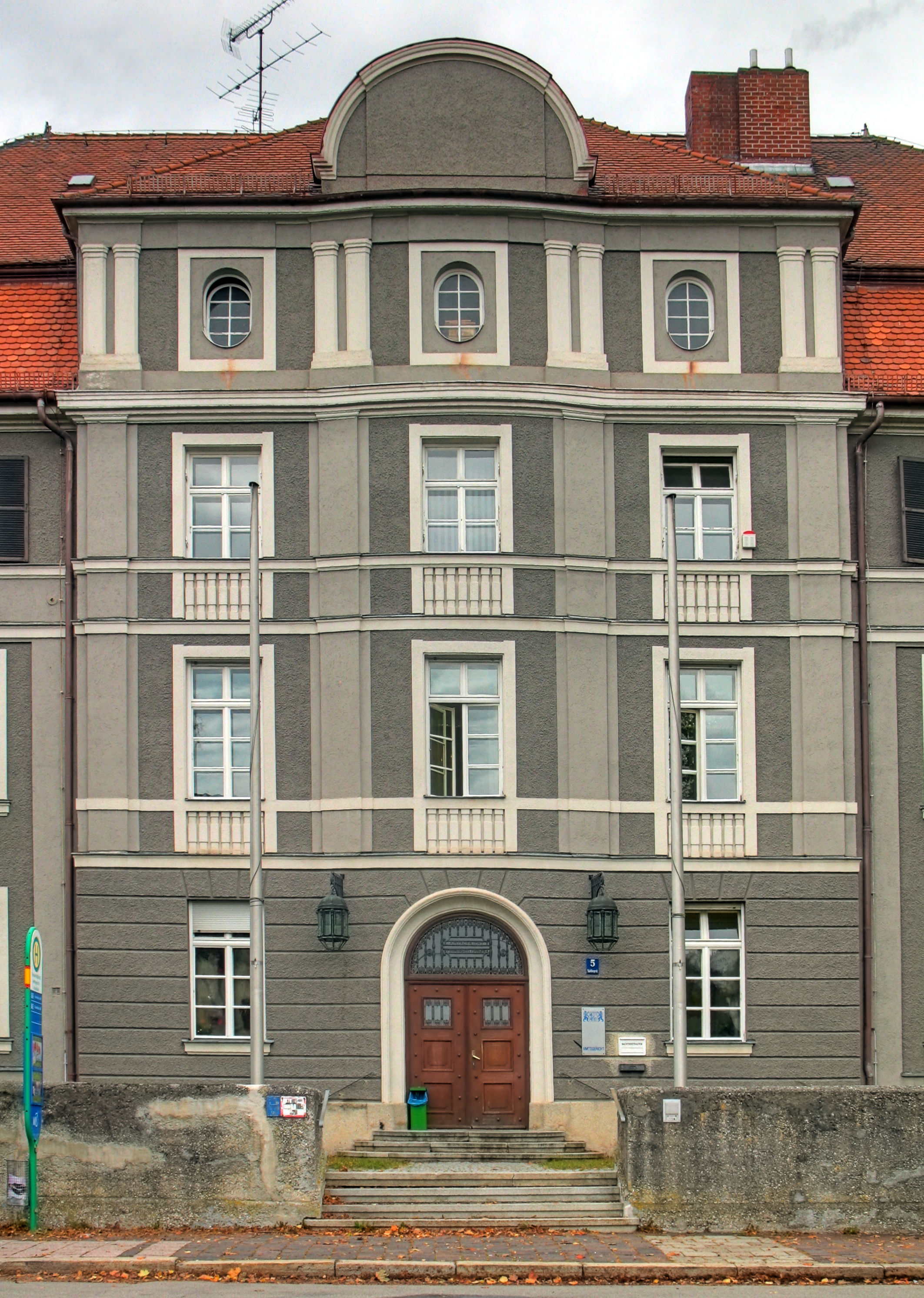
Amtsgericht

- Fachhochschule für öffentliche Verwaltung und Rechtspflege in Bayern – Fachbereich Polizei
- Staatliches Schulamt Fürstenfeldbruck
- Polizeiinspektion Fürstenfeldbruck der bayerischen Polizei
- Kriminalpolizeiinspektion Fürstenfeldbruck
- Integrierte Leitstelle Fürstenfeldbruck
- Technisches Hilfswerk, Ortsverband Fürstenfeldbruck
- Amt für Ernährung, Landwirtschaft und Forsten Fürstenfeldbruck
- Offizierschule der Luftwaffe
- Geophysikalisches Observatorium Fürstenfeldbruck

### Bildung
- Graf-Rasso-Gymnasium Fürstenfeldbruck
- Viscardi-Gymnasium Fürstenfeldbruck
- Ferdinand-von-Miller-Realschule
- Staatliche Berufsschule Fürstenfeldbruck
- Staatliche Fachoberschule und Berufsoberschule Fürstenfeldbruck
- Grund- und Mittelschule Nord Fürstenfeldbruck
- Mittelschule Fürstenfeldbruck West am Asambogen
- Richard-Higgins-Grundschule (früher: Grundschule West)
- Grundschule Fürstenfeldbruck an der Cerveteriestraße (Neubau zur Richard-Higgins-Grundschule)
- Grundschule Mitte (früher: Grundschule am Niederbronner Weg)
- Philipp-Weiß-Schule
- Brucker Forum e. V. – Kath. Kreisbildungswerk
- Volkshochschule Fürstenfeldbruck
- Stadtbibliothek in der Aumühle

## Persönlichkeiten

### Ehrenbürger
- Johann Baptist Miller (1823–1899), 1. Bürgermeister von 1. Oktober 1857 bis 1. Januar 1894[27]
- Ferdinand von Miller (1813–1887), Erzgießer, Erbauer der Bavaria

### Söhne und Töchter der Stadt
- Jacob Brass (* 1985), Singer-Songwriter
- Robert Bund (* 1948), Brigadegeneral
- Josef Drexl (* 1962), Jurist
- Robert Glatzel (* 1994), Fußballspieler
- Karl Groß (1869–1934), Bildhauer und Goldschmied
- Klaus Heininger (* 1961), Kommunalpolitiker
- Michael Hermann (* 1969), Historiker und Archivar
- Olaf Ittenbach (* 1969), Horrorfilm-Regisseur
- Joachim Keiler (* 1959), Jurist und Politiker, Mitglied des Sächsischen Landtags
- Anna Katharina Kränzlein (* 1980), Violinistin, Gründungsmitglied von Schandmaul
- Frithjof Kühn (* 1943), Politiker, Landrat des Rhein-Sieg-Kreises
- Corinna Lechner (* 1994), Radrennfahrerin
- Gisela Mahlmann (* 1945), Fernsehjournalistin
- Sebastian Mall (1766–1836), Benediktinerpater, Theologe und Hochschullehrer
- Eva-Maria May (* 1985), Schauspielerin
- Ernst W. Mayr (* 1950), Informatiker, Professor der TU-München, Leibniz-Preisträger
- Alexander Mazza (* 1972), Fernsehmoderator
- Michele Melillo (* 1977), Maler und Zeichner
- Ferdinand von Miller (1813–1887), Erzgießer, Erbauer der Bavaria
- Josef Müller (* 1955), Steuerberater, Autor, Redner und Konsul
- Assad Nouhoum (* 1994), Fußballschiedsrichter und Ingenieur
- Janina Nottensteiner (* 1977), Fernsehmoderatorin
- Erich Raff (* 1953), Oberbürgermeister
- Gerhard Ries (* 1943), Rechtshistoriker und Hochschullehrer
- Rita Rosner (* 1962), Psychologin, Psychotherapeutin und Hochschullehrerin
- Eugen Schmid (1688–1744), Abt des Klosters Waldsassen
- Michael Schneider (* 1970), Fernsehregisseur
- Matthäus Schuster (1881–1953), Geologe, Oberbergdirektor
- Martina Schwarzmann (* 1979), Kabarettistin
- Marcel Sieghart (* 2002), deutsch-thailändischer Fußballspieler
- Erni Singerl (1921–2005), bayerische Volksschauspielerin
- Bernd Späth (* 1950), Schriftsteller
- Johann Baptist Stiglmaier (1791–1844), Erzgießer und Bildhauer
- Heribert Jakob Sturm (1934–2020), Künstler
- Mika Ullritz (* 2008), Schauspieler (Kinderdarsteller)
- Joachim Vogl (* 1973), Sportschütze, Mannschaftsweltmeister
- Lars-Henrik Walther (* 1968), Handballprofi
- Wolfgang Wiedemann (* 1957), Leichtathlet
- Ariane Wiedmann (* 1976), Richterin am Bundesverwaltungsgericht
- Falk Wiesemann (* 1944), Historiker und Hochschullehrer

### Personen mit Bezug zu Fürstenfeldbruck
- Edigna von Puch († 1109), Einsiedlerin im Hochmittelalter, nach der Legende lebte sie in einer hohlen Linde in dem heutigen Brucker Stadtteil.
- Ludwig IV. der Bayer (1282 oder 1286–1347), römisch-deutscher König und Kaiser, bei Fürstenfeldbruck gestorben
- Johannes Mathesius (1504–1565), Luther-Biograf und Reformator: In Bruck bei Fürstenfeld studierte er im Hause des Pfarrers Zacharias Weichsner während seiner Lehr- und Wanderjahre Luthers Lehren.
- Sebastian Polz (1746–1824), Der Kupferschmied mit dem großen Herzen. Er vermachte dem Markt Fürstenfeldbruck sein Vermögen in Form seiner Polz’schen Bürgerunterstützungsstiftung. Nach ihm ist in Fürstenfeldbruck eine Straße benannt.[28]
- Oskar von Miller (1855–1934), Gründer des Deutschen Museums, Erbauer des ersten deutschen Elektrizitätswerkes, Sohn des in Fürstenfeldbruck geborenen Ferdinand von Miller
- Adolf Des Coudres (1862–1924), Landschaftsmaler, gestorben in Fürstenfeldbruck
- Magnus Mohn (1865–nach 1954), Kirchen- und Kunstmaler in Bruck bei München, Kapellenstraße Nr. 13
- Wilhelm Kutta, (1867–1944), Mathematikprofessor und Künstler, gestorben in Fürstenfeldbruck[29]
- Dr. Owlglass (eigentlich Hans Erich Blaich; 1873–1945), Schriftsteller, Lyriker und Redakteur beim Simplicissimus, gestorben in Fürstenfeldbruck
- Melchior Kern (1872–1947), Maler; gründete und leitete bis 1911 in Fürstenfeldbruck eine Malschule
- Henrik Moor (1876–1940), Kunstmaler
- Adolf Voll (1881–1965), Architekt, Stadtplaner und Designer tätig in Fürstenfeldbruck
- Selma Des Coudres (1883–1956), Malerin, gestorben in Fürstenfeldbruck
- Paul Heinzelmann (1888–1961), Schriftsteller, Drucker und Verleger; Begründer des Steinklopfer-Verlags Fürstenfeldbruck
- Justus Beyer (1910–1989), Jurist und SS-Führer, gestorben in Fürstenfeldbruck
- Hubertus Grunhofer (1922–2000), Generaloberstabsarzt der Bundeswehr, gestorben in Fürstenfeldbruck
- Richard W. Higgins (1922–1957), Pilot der USAF, opferte 1957 sein Leben, um einen Flugzeugabsturz über Fürstenfeldbruck zu verhindern
- Guido Zingerl (eigentlich Heinrich Scholz; 1933–2023), Kunstmaler, Zeichner, Karikaturist
- Radu-Anton Maier (* 1934), Maler, Grafiker, Buchillustrator
- Horst Ganea (1938–2006), Maler, Grafiker, Karikaturist, Fotograf, gestorben in Fürstenfeldbruck
- Wulf Bergner (* 1939), Übersetzer und Ballonfahrer, tätig in Fürstenfeldbruck
- Horst Wawrzynski (* 1952), Polizeibeamter, Polizeipräsident in Leipzig 2008–2012 und 2013 Kandidat für das Amt des Oberbürgermeisters in Leipzig
- Berthold Seliger (* 1960), Konzertveranstalter und Publizist, wuchs in Fürstenfeldbruck auf
- Alexander Wesselsky (* 1968), Sänger und Musiker, wohnt größtenteils in Fürstenfeldbruck und besuchte dort das Viscardi-Gymnasium
- Adam Jaskolka (* 1979), Schauspieler und Regisseur, lebt im Landkreis Fürstenfeldbruck

## Sonstiges
- FFB ist neben dem Autokennzeichen von Fürstenfeldbruck auch ein Lied der Spider Murphy Gang mit der Textzeile „Ja sie wui so gern wieda hoam, nach FFB“.
- Fürstenfeldbruck ist der Handlungsort des Kriminalromans Werbevoodoo des Schriftstellers Ono Mothwurf sowie des Romans von Bernd Späth Über das Glück der Depperten.[30]
- Der Film The Burning Moon des deutschen Splatterregisseurs Olaf Ittenbach wurde 1992 teilweise in Fürstenfeldbruck gedreht.
- Der Film Dampfnudelblues der deutschen Schriftstellerin Rita Falk wurde 2013 teilweise in Fürstenfeldbruck gedreht.